# Rudi Dolezal

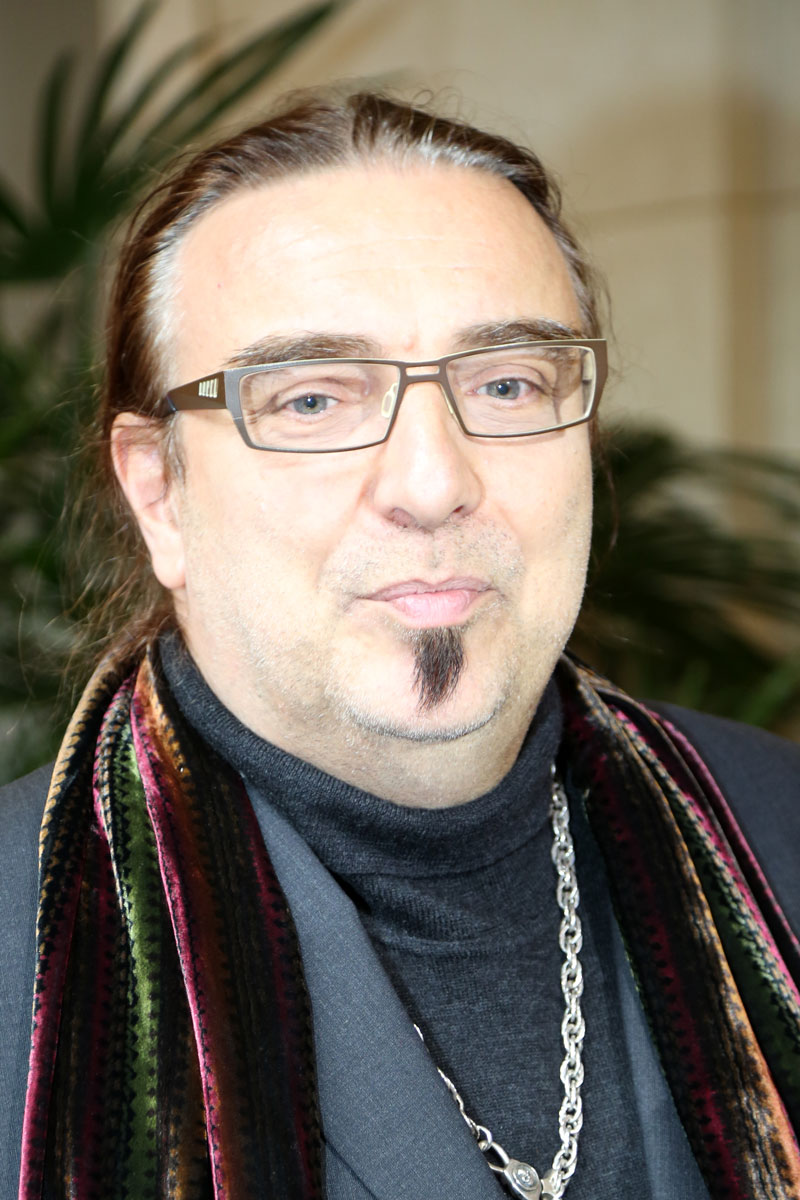
Rudi Dolezal (2013)

Rudolf Peter Dolezal (* 5. Februar 1958 in Wien) ist ein österreichischer Filmproduzent und Regisseur.

## Werdegang
Rudolf „Rudi“ Dolezal arbeitete seit 1976 gemeinsam mit Hannes Rossacher unter dem Namen „DoRo“ als Produzent und Regisseur, zuerst für den ORF, dann auch für ARD, ZDF sowie RTL plus, und lieferte Beiträge für Jugend- und Musiksendungen. Mit der Gründung ihrer eigenen Produktionsfirma DoRo spezialisierten sie sich im Musikmarkt und drehten für nationale und internationale Interpreten Musikvideos. Hinzu kamen Porträts und Dokumentationen. 2003 ging die Firma DoRo in Konkurs, etwas später trennten sich Rossacher und Dolezal und gingen getrennte Wege. Dolezal hat zwei Söhne.
Gemeinsam mit Partner Rossacher war Dolezal am inhaltlichen Aufbau von Premiere und VIVA beteiligt. Nachdem MTV UK nicht die Musikvideos von Marius Müller-Westernhagen senden wollte, weil dieser auf Deutsch singt, planten beide zusammen drei Jahre lang den deutschen Musik-TV-Sender VIVA, der im Dezember 1993 an den Start ging. Er gewann zahlreiche Preise aus dem Film-, Fernseh- und Musikbereich.
Dolezal drehte Dokumentationen über Freddie Mercury, unter anderem Lover of Life, Singer of Songs. Er produzierte auch Musikvideos für Falco, wie beispielsweise das zum Welthit Rock Me Amadeus. Seit 2015 läuft auf Servus TV die Musikdokumentation Dolezal Backstage, in der er, illustriert mit Archivaufnahmen, aus seinem Leben erzählt und über seine Begegnung mit Musikgrößen wie Michael Jackson, Bruce Springsteen, Frank Zappa, den Rolling Stones und anderen berichtet.
Dolezal erhielt drei Goldene Romys, zuletzt 2008 – gemeinsam mit Rossacher – für die Dokumentation Weltberühmt in Österreich – 50 Jahre Austropop. 2017 war er an der Regie zur Dokumentation über Whitney Houston, Whitney – Can I Be Me, beteiligt. Seine Firma DoRo GmbH meldete im November 2019 Konkurs an.

## Publikationen
- 2019: Freddie Mercury: Meine Geschichte, Koch International/Hannibal Verlag, Höfen 2019, ISBN 978-3-85445-614-8
- 2022: My Friend Freddie: Star-Regisseur Rudi Dolezal über seine Freundschaft mit Superstar Freddie Mercury, tredition/Darling Books, Hamburg 2022, ISBN 978-3-347-64735-0

## Auszeichnungen
- 1993: Silbernes Verdienstzeichen der Republik Österreich
- 1996: Österreichischer Staatspreis für Film
- 1997: Österreichischer Staatspreis Wirtschaftsfilm
- 2002: Goldenes Ehrenzeichen für Verdienste um die Republik Österreich
- Dr.-Karl-Renner-Preis für Publizistik
- 2013: Goldenes Ehrenzeichen für Verdienste um das Land Wien
- 2019: Verleihung des Berufstitels Professor[5]